# (16057) 1999 JO75
A (16057) 1999 JO75 a Naprendszer kisbolygóövében található aszteroida. A LINEAR projekt keretében fedezték fel 1999. május 6-án.